# Onychognathus frater
El estornino de Socotra (Onychognathus frater) es una especie de ave paseriforme de la familia Sturnidae endémica de la isla de Socotra.

## Descripción
Mide 25 cm de longitud en promedio y pesa 100 gramos. El plumaje es principalmente negro iridiscente con las primarias de color marrón rojizo. La hembra es más apagada que el macho y tiene la cabeza y la parte superior del pecho de color gris cenizo.

## Distribución y hábitat
Es endémica del archipiélago de Socotra entre el mar arábigo y el golfo de Adén al sur de Yemen. La especie está muy extendida en las islas y en algunos lugares es abundante y el desarrollo de su población es estable. Es una especie adaptable y puede vivir en una gran variedad de hábitats. Son aves sociales y con frecuencia se agrupan con el estornino somalí. Se alimenta de frutas, semillas e insectos.